# Péricoronarite
 (décembre 2018).
Si vous disposez d'ouvrages ou d'articles de référence ou si vous connaissez des sites web de qualité traitant du thème abordé ici, merci de compléter l'article en donnant les références utiles à sa vérifiabilité et en les liant à la section « Notes et références ».

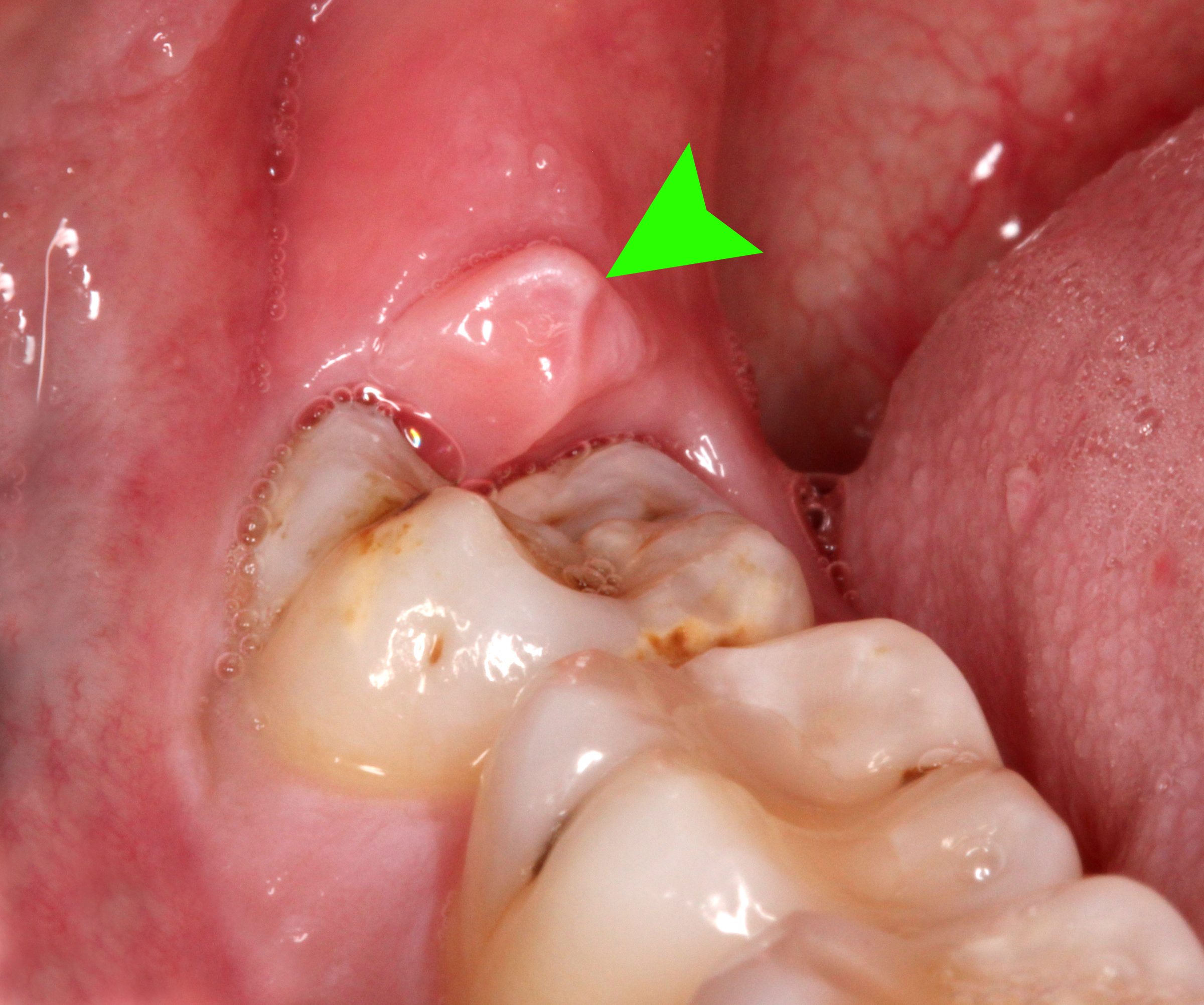
Péricoronarite (indiquée par la flèche verte) qui recouvre une dent de sagesse

Une péricoronarite est une inflammation de la gencive qui recouvre la couronne d'une dent partiellement sortie.

## Pathologie
Cette pathologie, plus fréquente en fin d'adolescence ou début de l'âge adulte, survient généralement au niveau des dents de sagesse ou sur la dernière série de molaires lorsqu'un capuchon muqueux non attaché recouvre encore partiellement la couronne de la dent. Les bactéries, en s'infiltrant sous ce capuchon muqueux, provoquent une infection et une inflammation du tissu entourant la dent. Cette infection peut se transmettre aux tissus mous avoisinant et induire des symptômes secondaires tel gonflement (œdème) au niveau du cou, trismus, mauvaise haleine (halitose), fièvre, etc.

## Symptômes
Les symptômes se caractérisent par une inflammation qui provoque douleur, rougeur et gonflement de la gencive, un « mauvais goût » dans la bouche (causés par les bactéries le plus souvent anaérobie se développant sous la gencive), un gonflement des ganglions lymphatiques dans le cou, et une difficulté à ouvrir la bouche (trismus) lié à une inflammation du muscle masséter tout proche.

## Traitement
Si la péricoronarite est limitée à la dent avec une inflammation marginale, le traitement consiste à réaliser des bains de bouche avec de l'eau tiède salée.
Si la dent et la mâchoire ou les joues sont gonflées et douloureuses, la prescription d'antibiotiques (habituellement une pénicilline, sauf en cas d'allergie) sera préconisée.
Si la douleur et l'inflammation sont sévères, ou si le problème est récurrent, le traitement chirurgical de la péricoronarite devra être envisagé soit par la résection de la gencive libre autour de la dent (décapuchonnage), soit par l'extraction des dents incriminées.